# Kaba (Kakaogetränk)

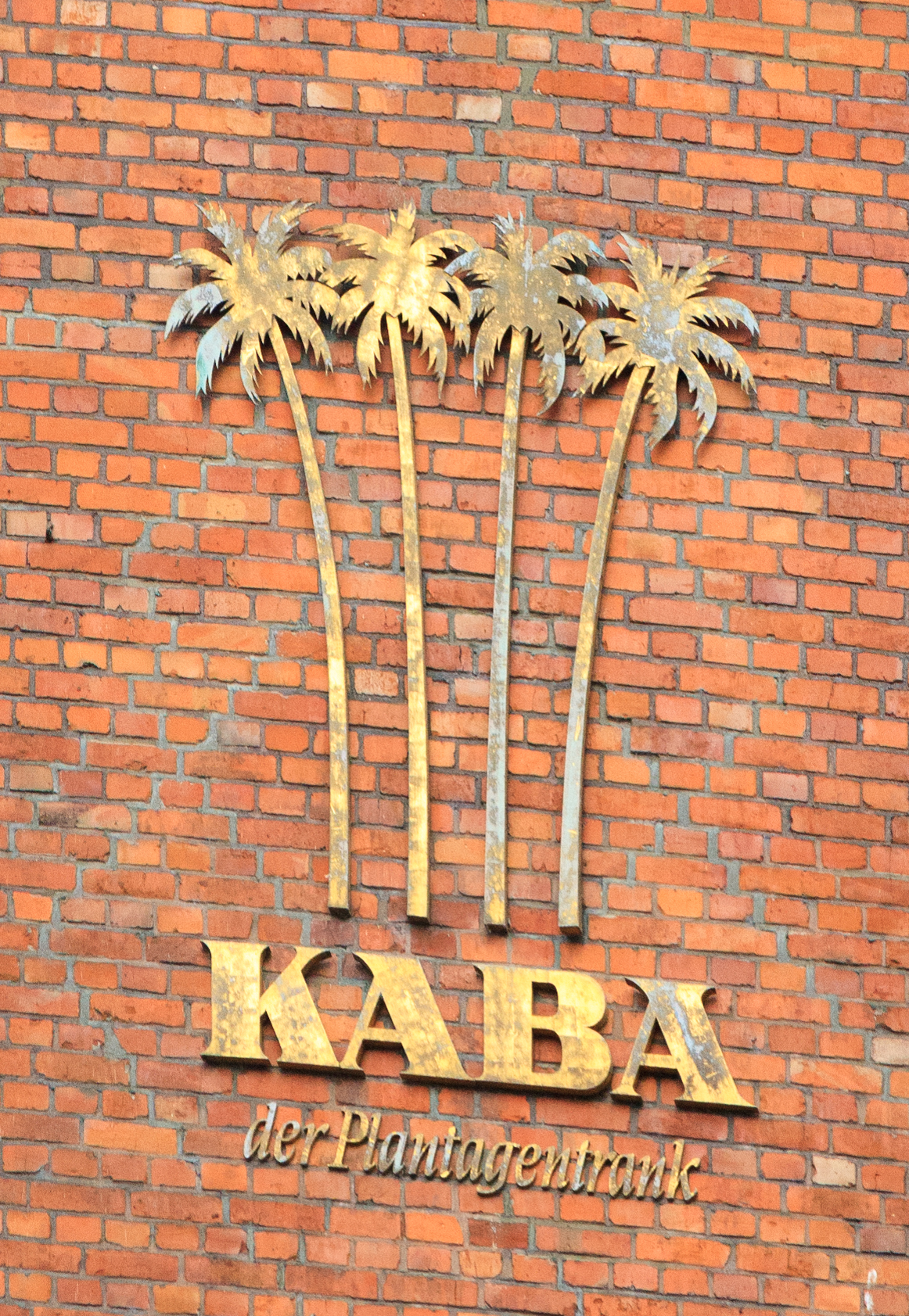
Logo am ehemaligen Kaffee-HAG-Werk II in Bremen

Kaba ist eine Marke für Instant-Kakaogetränke, die früher zu Mondelēz gehörte und aktuell Teil der Krüger-Gruppe ist. In Deutschland wurde es bis 2020 unter dem Slogan Der Plantagentrank vertrieben; im Zuge eines neuen Markendesigns trägt es aktuell den Zusatz Das Original. Kaba war ursprünglich die Kurzform von „Kakao- und Bananenpulver“. Der Begriff Kaba wird in Deutschland auch als generalisierter Markenname für Instant-Kakaogetränke allgemein verwendet.

## Geschichte

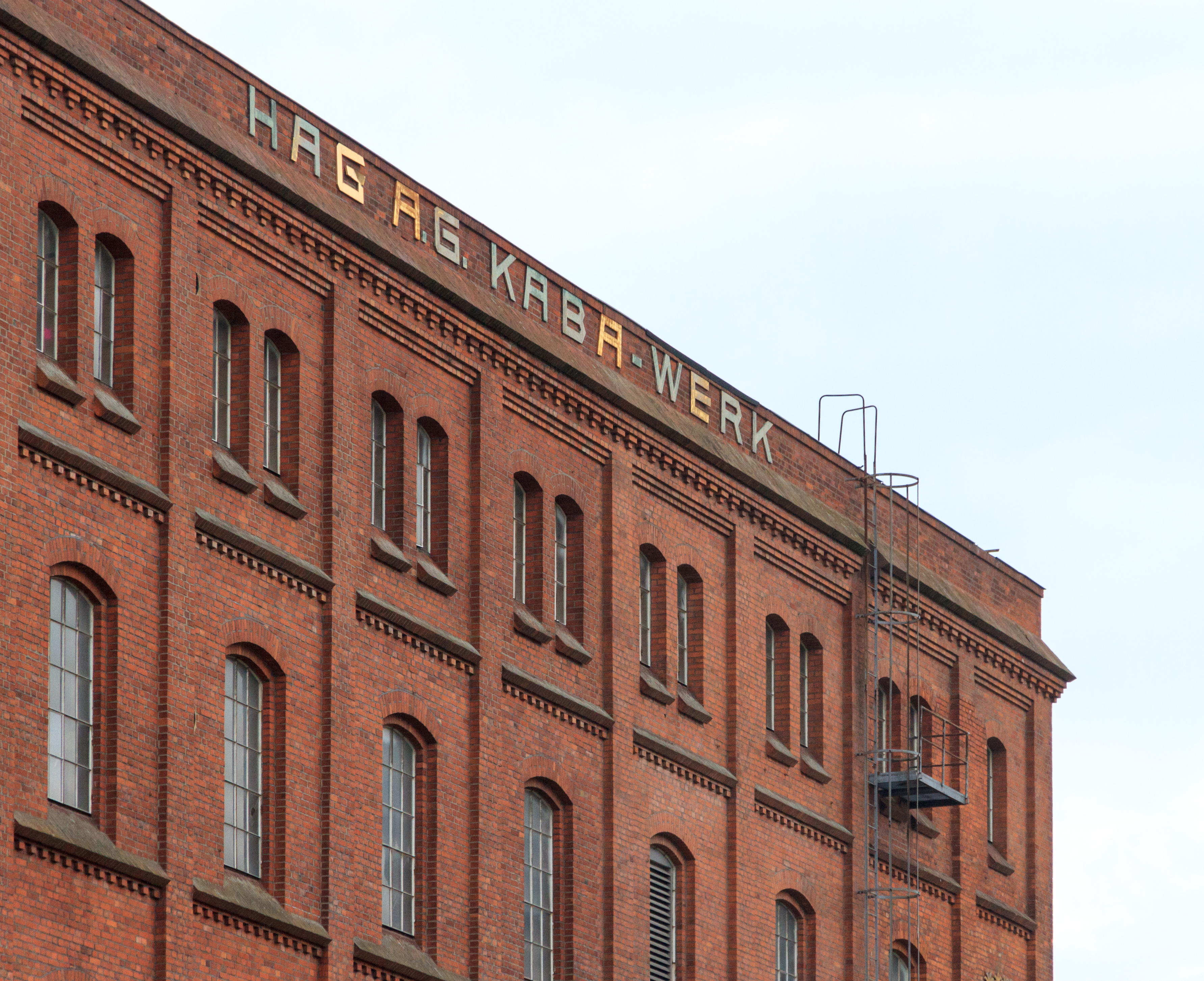
Alte Kaba-Produktion im ehemaligen Kaffee-HAG-Werk II in Bremen

Kaba wurde in Bremen von Ludwig Roselius erfunden, Inhaber der Kaffee HAG. 1929 auf den Markt gebracht, entwickelte es sich zu einem der bekanntesten deutschen Markennamen.
In den 1960er und 1970er Jahren warb Kaba mit den Figuren aus dem Hause Walt Disney: Auf den Packungen waren Sammelpunkte, für die man dann knapp 50 Zentimeter große Pappfiguren (ähnlich einem Hampelmann) erhielt. Darunter waren Micky Maus, Minnie Maus, Donald Duck und Goofy. In den Packungen gab es Kurzgeschichten von Walt-Disney–Figuren in zusammengefalteten Streifen. Ebenfalls erhältlich waren gelbe Henkeltassen mit den aufgedruckten Figuren sowie Quartettspiele mit den Disney-Charakteren. Auch die Figuren des Dschungelbuches warben für Kaba.
Das stilisierte Palmenlogo und der Schriftzug wurden 1969 verändert und mit ihm die Erweiterung des Markennamens zu „kaba fit“ eingeführt. 1975 beantworteten 96 % der Befragten die Frage „Kennen Sie Kaba?“ mit ja. Das Unternehmen und die Marke Kaba wurden 1979 an das US-amerikanische Unternehmen General Foods Corporation verkauft, das seit 1989 Teil von Kraft Foods (heute Mondelēz International) ist. 2016 wurde Kaba wiederum von Mondelēz an den französischen Investor Eurazeo verkauft. Im Mai 2017 ging daraus die CPK Group hervor, die verschiedene Marken, darunter Carambar, vereint. Zu dieser Marke gehörte fortan auch Kaba.
Im Jahr 2022 wurde Kaba-Tafelschokolade eingeführt. Neben klassischer Milchschokolade sind weitere Sorten, wie z. B. „Weiße Schokolade mit Erdbeer & Brause“ erhältlich.
Am 20. September 2023 wurde bekannt, dass sich die Krüger GmbH & Co. KG in Bergisch Gladbach mit Carambar & Co., dem bisherigen Inhaber, auf die Übernahme der drei Marken Kaba, Suchard Express und Benco geeinigt hat. Die Krüger GmbH übernahm die Markenrechte zum Jahresbeginn 2024. Die neuen Eigentümer wollen künftig neben  Getränkepulver und Schokolade weitere Produkte unter dem Namen Kaba vermarkten.

## Inhaltsstoffe und Geschmack

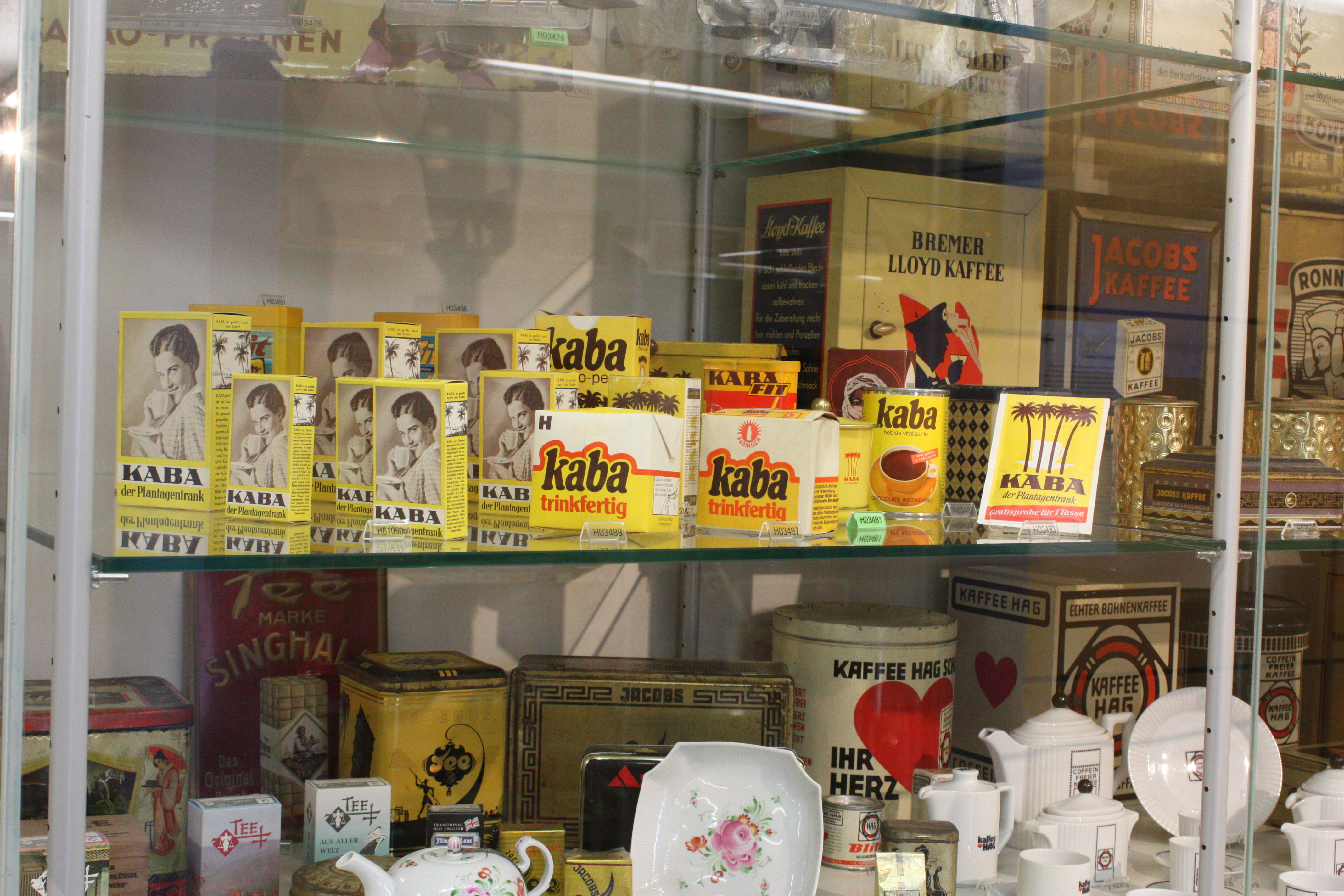
Historische Kaba-Packungen im Überseemuseum Bremen

Im Gegensatz zu klassischen Kakaogetränken enthält Kaba in der Rezeptur von heute sehr viel Zucker (62 % Saccharose und 19 % Traubenzucker: insgesamt 81 %) sowie Aromastoffe.
Kaba gibt es neben der klassischen Kakaovariante auch in folgenden Geschmacksrichtungen:
- Erdbeer
- Vanille
- Banane
- Himbeer
- Wechselnde Saisonsorten, die meist nur begrenzte Zeit erhältlich sind (z. B. Pfirsich im Sommer 2005)

Die Rezeptur wurde im Laufe der Jahre stark verändert. So wurde vor allem der Anteil an Kakao in den späten 1960er Jahren um ein Drittel von 30 % auf 20 % reduziert und damit dem seit Markteinführung stärker gezuckerten Wettbewerbsprodukt des Nestlé-Konzerns (Nesquik) angepasst, entsprechend wurde der Gehalt an Zucker und Traubenzucker erhöht. In diese Zeit fällt auch die Einführung der Geschmacksvarianten. Heute enthält Kaba laut Deklaration noch 18 % entölten Kakao, 19 % Traubenzucker, etwa 62 % Zucker, Sojalecithin, Salz, sowie Geschmacksstoffe und Vitamin-Zusätze (Niacin).
2011 erschien Kaba Bio („aus kontrolliert biologischem Anbau“). Das Produkt wurde jedoch nach einiger Zeit wieder vom Markt genommen.
Lebensmittelchemische Untersuchung
In der Ausgabe 12/2008 des Test-Magazins der Stiftung Warentest wurden 25 Kakaogetränkepulver untersucht. Dabei überschritt Kaba als einziges den derzeit diskutierten Höchstwert von einem Mikrogramm Ochratoxin A pro Kilogramm. In großen Mengen kann, laut Stiftung Warentest, das Schimmelpilzgift Ochratoxin A beim Menschen das Immunsystem und die Nieren schädigen. Im Tierversuch wirkt es krebserzeugend.
In einer Untersuchung des Magazins Öko-Test von Februar 2019 wurden keine Belastungen mehr festgestellt. Bemängelt wurden allerdings der hohe Zuckeranteil und die verwendeten Aromastoffe.

## Berry und die Plantagenwelt
Von 1985 bis 1990 lag den Packungen ein Werbecomic bei: Berry der Plantagenbär. Zeitweise befanden sich auf den Rückseiten der Packungen kurze Comicstrips, die Geschichten aus der Plantagenwelt erzählen. Meist wurde zu Beginn ein Kind aus der Realität durch den Kabastrudel in diese Welt gezogen, wo es dann zusammen mit Berry ein Abenteuer erlebte. Am Schluss wurde jedes Mal Kaba getrunken. 2009 wurde das Design der Packungen, das Logo und die Rückseitencomics neu überarbeitet und modernisiert. Berry und seine Freunde präsentierten nun keine Rezepte mehr, sondern sie kehrten zu ihren Ursprüngen zurück und erlebten bis 2020 Abenteuer in ihrer Plantagenwelt. Stand 2021 werden Berry und die Plantagenwelt nicht mehr verwendet.